# 徐堅
徐 堅（じょ けん、生年不詳 - 729年）は、唐代の官僚・歴史家。字は元固。本貫は湖州長城県。

## 経歴
西台舎人の徐斉聃の子として生まれた。若くして学問を好み、経書や史書を広く読み、その性格は寛大温厚で人徳に優れていた。徐堅は秀才に及第し、汾州参軍事となり、万年県主簿に転じた。聖暦年間、武則天が三陽宮に行幸し、御史大夫の楊再思や太子左庶子の王方慶が東都留守となると、徐堅は洛陽に召し出されて判官となり、留守の事務を委ねられた。王方慶は三礼の学を得意としたが、疑問点があると、いつも徐堅に質問し、徐堅は必ず典拠ある旧説を引いて、解釈説明することができた。徐堅は徐彦伯・劉知幾・張説らとともに『三教珠英』の編纂にあたった。書が完成すると、司封員外郎に転じた。また武則天の命により『唐史』の編纂にあたった。武則天が譲位すると、『唐史』編纂事業は中止された。
神龍初年、徐堅は給事中に転じた。ときに韋月将が上書して武三思を告発したが、かえって武三思に陥れられ、中宗は韋月将を殺そうとした。徐堅は上表して夏に処刑をおこなうのは時令にそむくと主張した。中宗は徐堅の上奏を聞き入れて、韋月将に杖刑を加え、嶺南に配流した。徐堅は魏元忠・祝欽明・韋承慶らとともに『則天皇后実録』20巻の編纂にあたった。
景雲元年（710年）、睿宗が即位すると、徐堅は刑部侍郎から銀青光禄大夫の位を加えられ、左散騎常侍に任じられた。まもなく黄門侍郎に転じた。ときに監察御史の李知古が姚州西洱河の少数民族を討つよう求め、かれらを降伏させると、さらに城を築いて、重税を課すよう求めた。徐堅は周辺民族が頑固なことから、羈縻政策によって服属させるべきであって、華夏の制に同化させることはできず、軍を動員するにも遠く、失ったものを得たもので補うこともできないので、李知古の建議には便益がないと主張した。睿宗は聞き入れず、李知古に命じて剣南の兵を動員して築城させ、州県を置こうとした。李知古は少数民族の豪傑を殺そうとし、子女を奴婢にしようとした。少数民族の人々は恐れて、李知古を殺し、あい率いて反乱を起こした。姚州や嶲州の路はこのため長年不通になった。
徐堅の妻は侍中の岑羲の妹であり、徐堅は岑羲と近親であることを理由に、国政の機密に参与することを固辞した。そこで太子詹事に転じた。先天2年（713年）、岑羲が処刑されると、徐堅は連座を免れることができた。絳州刺史として出向し、五度異動して入朝して秘書監となった。開元13年（725年）、再び左散騎常侍の位を受けた。この年、玄宗が麗正書院を改めて集賢院とすると、徐堅は集賢院学士となり、張説が知集賢院事をつとめるのを補佐した。東海郡公に封じられた。『東封儀注』の編纂および玄宗が泰山に登るのに従った功績により、光禄大夫の位を加えられた。開元17年（729年）、死去した。享年は七十数歳。太子少保の位を追贈された。諡は文といった。著書に『注史記』130巻・『晋書』110巻・『初学記』30巻があった。
子の徐嶠は、字を巨山といい、開元年間に駕部員外郎・集賢院直学士となり、中書舎人・内供奉・河南尹となり、慈源県公に封じられた。

## 伝記資料
- 『旧唐書』巻102 列伝第52
- 『新唐書』巻199 列伝第124